# Päijänne-Välisuo ja Ruostesuo
Päijänne-Välisuo ja Ruostesuo este o arie protejată (arie specială de conservare — SAC, sit de importanță comunitară — SCI) din Finlanda întinsă pe o suprafață de 1.157 ha, integral pe uscat.

## Localizare
Centrul sitului Päijänne-Välisuo ja Ruostesuo este situat la coordonatele 64°40′51″N 26°07′10″E / 64.6808°N 26.1194°E.

## Înființare
Situl Päijänne-Välisuo ja Ruostesuo a fost declarat sit de importanță comunitară în august 1998 pentru a proteja 3 specii de plante. Situl a fost protejat și ca arie specială de conservare în aprilie 2015.

## Biodiversitate
Situată în ecoregiunea boreală, aria protejată conține 8 habitate naturale: Izvoare fino-scandinave și mlaștini produse de izvoare bogate în minerale, Mlaștini alcaline, Turbării Aapa, Păduri fino-scandinave bogate în ierburi cu Picea abies, Mlaștini împădurite, Lacuri eutrofice naturale cu vegetație de tip Magnopotamion sau Hydrocharition, Turbării active, Mlaștini turboase de tranziție și turbării mișcătoare.
La baza desemnării sitului se află mai multe specii protejate de  plante (3): Hamatocaulis lapponicus, Hamatocaulis vernicosus, ochii-șoricelului (Saxifraga hirculus).
Pe lângă speciile protejate, pe teritoriul sitului au mai fost identificate 8 specii de plante.